# Casino del Principe
Il Casino del Principe o Palazzo del Cubante è una residenza fatta costruire dall'imperatore Federico II di Svevia al Cubante, località agricola nel territorio comunale di Calvi, presso Benevento. Inteso dall'imperatore come dimora per la caccia, il Casino deve il suo nome ai principi Spinelli di San Giorgio la Montagna, che lo possedettero dal 1593 ai primi del XIX secolo.

## Storia

### Dalla costruzione al XVI secolo

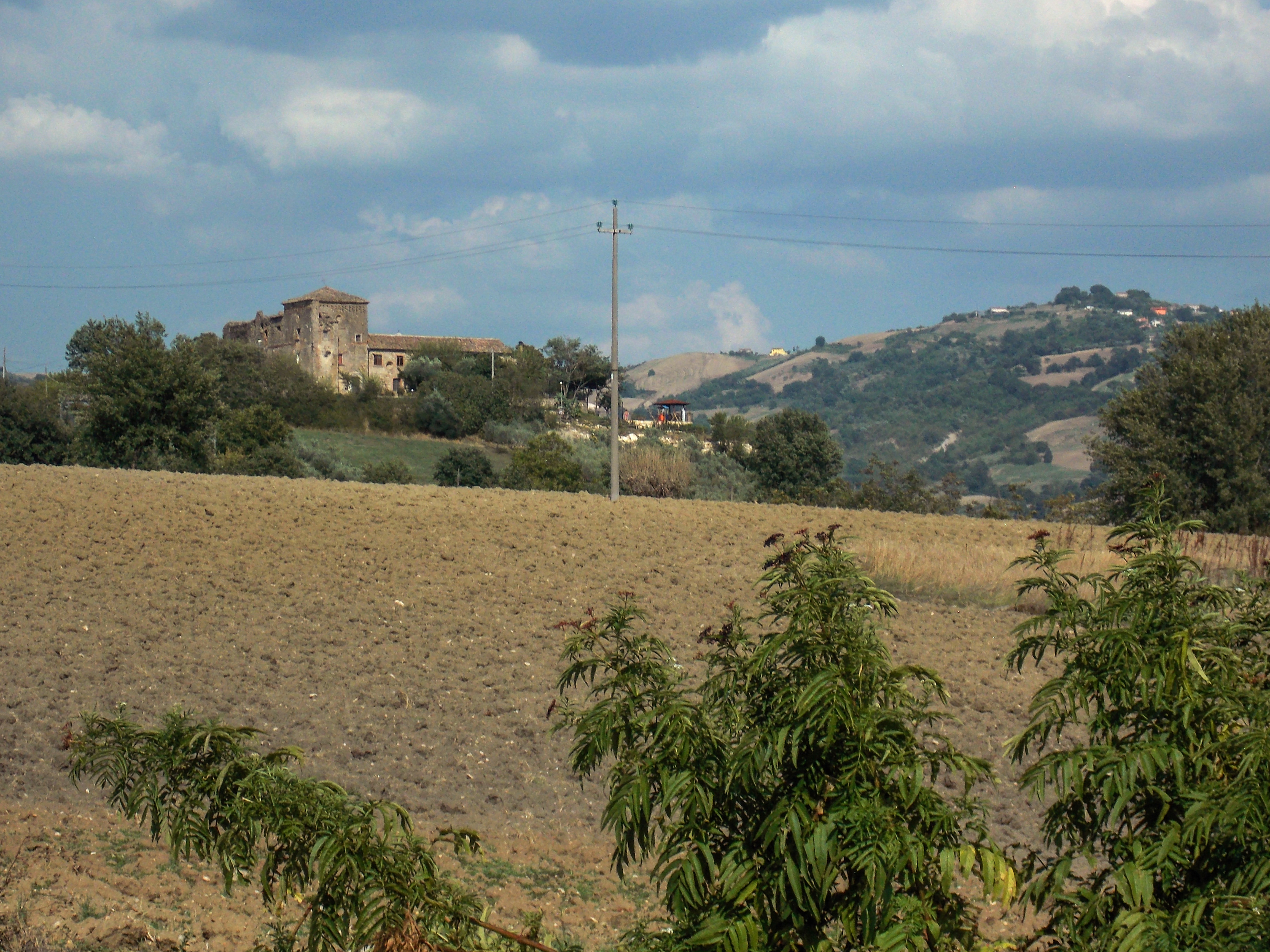
La posizione panoramica del Casino del Principe. Nulla rimane dei boschi che dovevano caratterizzare la zona nel medioevo

Gli accertamenti storici che il Casino del Principe sia stato, in origine, una residenza di Federico II sono partiti sotto la spinta dello storico locale Laureato Maio, che ha pubblicato questa tesi nel 1982 e poi nel 1996. Comunque, in precedenza la tradizione aveva conservato il ricordo della presenza dell'imperatore in quell'edificio (secondo altre versioni, erronee, il Casino era appartenuto a Federico Barbarossa). Popolarmente si tramandavano racconti di un principe solitario che lì viveva, e di come egli si disfacesse degli ospiti indesiderati gettandoli nel fiume Calore tramite un passaggio sotterraneo. Allo stato attuale delle ricerche, si ritiene che il Casino del Principe fosse uno dei loca solatiorum, ovvero le residenze extraurbane che Federico II soleva far costruire in luoghi ameni del Sud Italia per poter dedicarsi alla caccia durante i suoi spostamenti.
La presenza di Federico nella zona è attestata nel 1229: era impegnato a riconquistare i territori che, in sua assenza, i beneventani soggetti al potere papale avevano occupato. Fra questi erano le terre fortificate più vicine al Cubante: Apice e Montefusco. Nel 1240, inaspritisi nuovamente i rapporti con papa Gregorio IX, Federico II tornò presso Benevento per cingerla d'assedio; verso maggio era «apud Apicem», terra che aveva appena acquisito per la morte senza eredi del vecchio feudatario..
Dunque la costruzione del palazzo ebbe luogo già nel 1229 o, più probabilmente, nei primi anni Quaranta. Nello Statutum de reparatione castrorum (1241-1246) appare infatti il palazzo del Cubante, con il nome «domus domini imperatoris Apicii»: si specifica che la sua manutenzione, così come quella del castello di Apice, spettava agli abitanti di Apice, Grottaminarda, Morroni, Montemiletto, Bonito, Paduli, Montemalo, Pietramaggiore, San Severo e Negini. Forse fu dal palazzo che, nel 1243, Federico II scrisse una lettera a papa Innocenzo IV localizzandosi «apud Beneventum».
Dopo la fine della dinastia sveva, Carlo d'Angiò mise in opera alcune trasformazioni al palazzo, come attesta anche un documento del 1271 (e ancora nel 1274) in cui si ordinava la riparazione del tetto, delle porte e delle finestre. Con tali modifiche il palazzo venne dotato di alcuni caratteri di fortificazione, in linea con la tendenza di Carlo d'Angiò a non distinguere fra edifici residenziali e fortificati: quindi iniziò ad essere chiamato "castello" (castrum).
In un processo del 1272 una serie di testimoni affermava che l'abbazia di Santa Sofia di Benevento possedeva tutto il Cubante, fatta eccezione per il palazzo costruito «oltraggiosamente» (nei confronti del papa, probabilmente Gregorio IX) da Federico II. Anche se sono attestate fin dall'XI secolo pertinenze di tale monastero al Cubante, rivendicazioni così categoriche sembrano difficilmente conciliabili con il fatto che il palazzo doveva essere circondato da una defensa, ovvero riserva di caccia. Non fanno riferimento ad una defensa i documenti di età federiciana ma essa appare nel 1275, custodita da nove cittadini di Montefusco, e quindi doveva avere dimensioni notevoli. Nel 1278 custode del palazzo e della riserva era Tristano de Cantalupo, e si specificava che essa era appartenuta a Federico II.
Lo sfruttamento della riserva da parte di estranei era regolamentato, come dimostrano le concessioni al provenzale Americo de Sus di tagliarvi la legna (1278) e ai beneventani di portarvi animali al pascolo (1279). Nel 1284 la stessa abbazia di Santa Sofia ottenne di tagliare la legna nella defensa del Cubante e qualche altra autorizzazione; in tale anno custode della tenuta era il già citato Americo de Sus. Nei secoli successivi, Santa Sofia continuò a possedere alcuni terreni al Cubante.
Nel 1407 il re Ladislao di Durazzo utilizzò il palazzo in vista dell'occupazione di Benevento, che mise in atto l'anno successivo. Ancora, nel 1460 vi risiedette Ferrante d'Aragona durante la guerra contro gli Angioini; egli dovette effettuare qualche altro lavoro di ristrutturazione. Ferdinando, in seguito, donò alla universitas di Montefusco il feudo del Cubante con il palazzo federiciano ed un altro edificio, detto "Cancellaria". In seguito a varie usurpazioni, nel 1484 si procedette alla reintegrazione del Cubante in favore della universitas, riconfermata nel 1512 in risposta a tentativi di ricorso. Nel frattempo, il palazzo federiciano doveva aver svolto il ruolo di dogana, come sembra suggerire l'atto del 1499 con cui si dava il feudo di Montefusco a Giovanni Borgia.

### Il casino degli Spinelli e l'abbandono

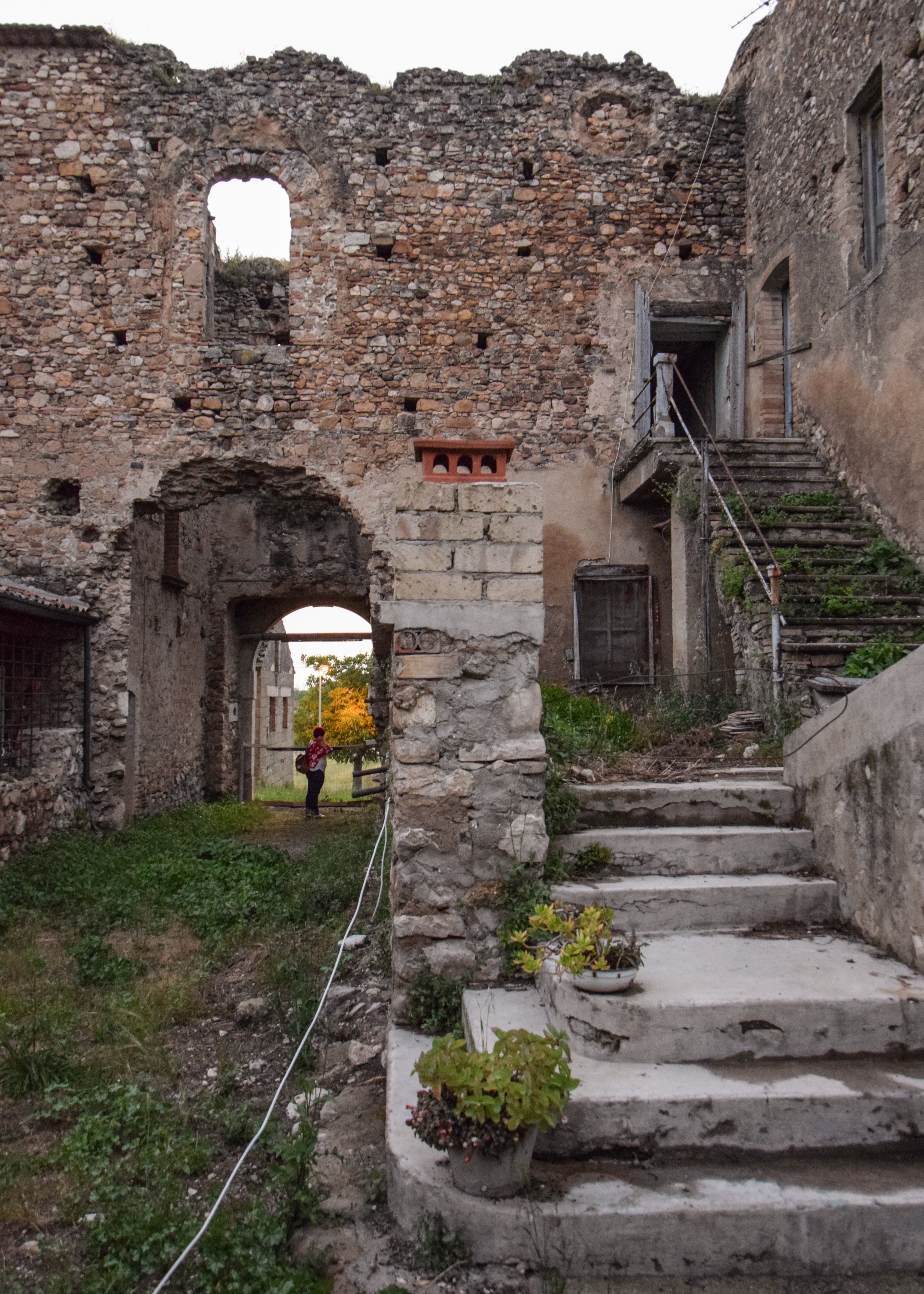
Vista del cortile interno

Nel 1582 la universitas di Montefusco, di nuovo vittima di usurpazioni al Cubante che avevano intaccato anche il suo possesso sul palazzo, vendette la parte di cui rimaneva in possesso a un privato, Oratio Botta. Dopo solo pochi anni, nel 1593, il palazzo del Cubante e tutto il feudo (fatte salve le porzioni ancora nelle mani di usurpatori) furono messi in vendita in un'asta giudiziaria: se li aggiudicò Pier Giovanni III Spinelli, barone di San Giorgio. Nel 1638 suo figlio Giovanni Battista III ebbe il titolo di principe: tale titolo, perduto dai suoi discendenti nel 1689, fu recuperato nel 1717 da Carlo III Spinelli. Egli, contrariamente alla tendenza di molta nobiltà locale a trasferirsi a Napoli, ebbe cura di restaurare il palazzo federiciano per adibirlo a propria residenza di campagna, procurandogli così il nome "Casino del Principe" con cui è stato designato in seguito. È significativo che nel 1762 Luigi Specioso, figlio di Carlo, nel rilasciare i suoi feudi al fratello Giovanni Crisostomo perché risiedeva altrove, volle comunque tenere pieno possesso del palazzo del Cubante, con le sue pertinenze, fino alla morte.
Nella prima metà del XIX secolo i beni degli Spinelli finirono frazionati fra più proprietari. Molti di essi furono gradualmente acquistati dal parroco di San Giorgio Domenico Nisco, già amministratore per conto del principe Domenico Spinelli. Attorno al 1840 gli fu assegnato il Casino del Principe; e nel 1873 suo nipote Nicola acquistava formalmente quanto rimaneva dei possedimenti degli Spinelli al Cubante.
In seguito ai cambi di proprietà, il Casino del principe subì ulteriori alterazioni, divenendo una masseria suddivisa in piccole case contadine. Così fu impiegato fino ai terremoti del 1962 e del 1980, che causarono il suo abbandono quasi totale e, conseguentemente, il decadimento delle strutture.
Nel 1989 il Casino del Principe è stato riconosciuto di "interesse particolarmente importante" dal Ministero per i beni culturali e ambientali. Al 2015 risultava suddiviso fra cinque proprietari, fra cui il comune di Calvi ed un privato che ivi possiede un agriturismo.

## Descrizione

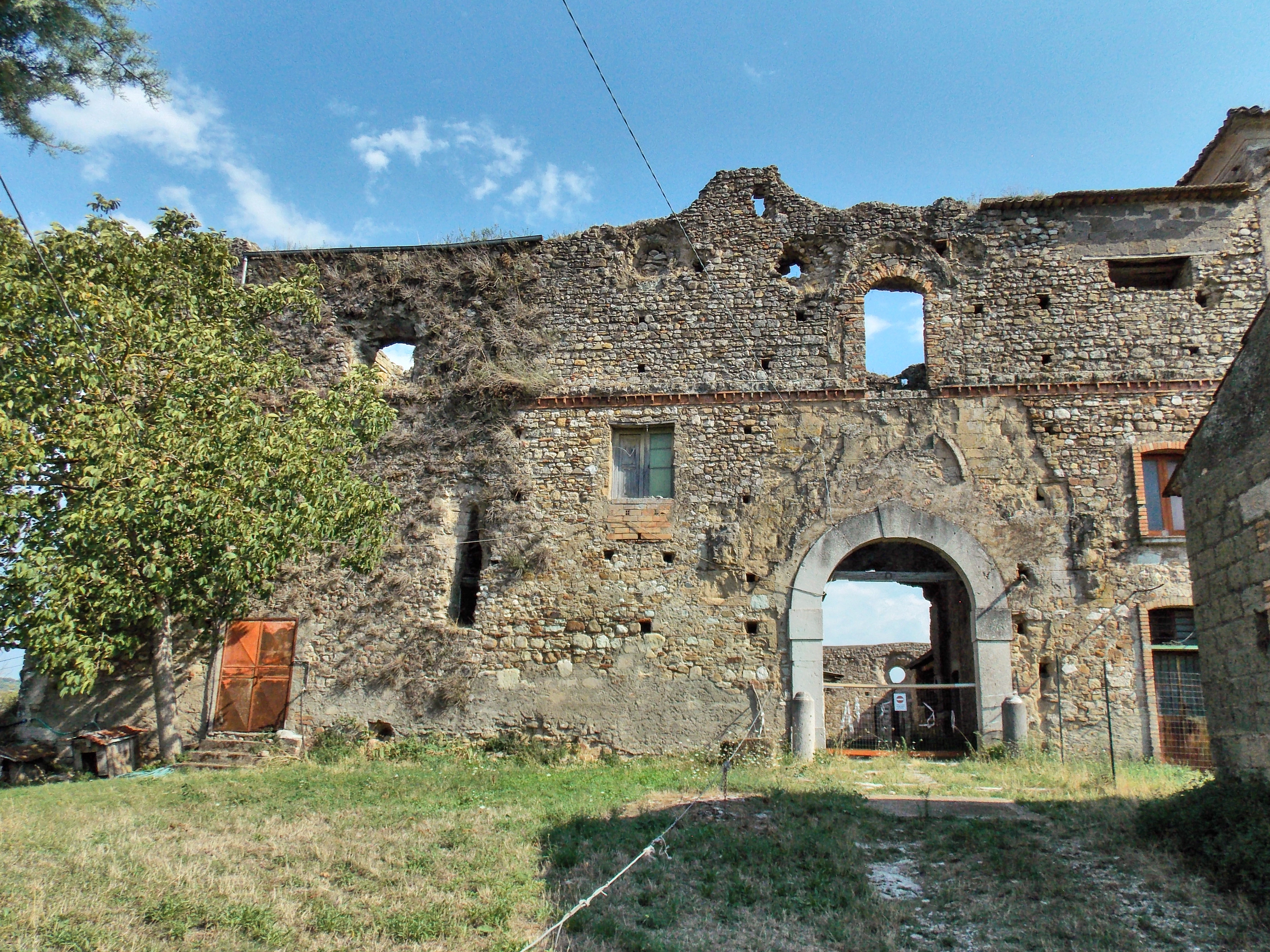
Vista frontale

In linea con le scelte che Federico II operò anche altrove per le sue residenze, la domus del Cubante si trova in un punto panoramico e vicino a strade, boschi e corsi d'acqua: la sommità di una collina che guarda il corso del fiume Calore, distante soli 300 m. A ovest essa è delimitata da un torrente, il vallone San Giovanni, che si riversa nel Calore. A circa 1,5 km di distanza il fiume è attraversato dal ponte Appiano della via Appia, che probabilmente era ancora usato e cadde in rovina solo in tempi successivi. Nella zona non si riconoscono più i boschi dove Federico doveva dedicarsi alla caccia, ma la loro esistenza è ben documentata storicamente.
L'architettura dell'edificio appartiene ad una tipologia che si trova anche nelle residenze federiciane di Gravina di Puglia (coeva o precedente), di Palazzo San Gervasio e di Marano di Napoli (che si ritengono più tarde). L'edificio originario è costruito per la maggior parte in muratura a sacco con paramenti in ciottoli di fiume; ha una pianta quasi quadrata (fronte e retro sono lunghi 28,60 m, i lati 27,60 m) con gli angoli orientati verso i quattro punti cardinali. Le suddivisioni interne sono definite a partire da una griglia di 4 × 4 quadrati: l'unione di quelli più interni costituiva la corte interna (molto alterata in seguito) mentre quelli lungo il bordo sono le quattro ali del palazzo. Alla pianta del palazzo federiciano vanno aggiunte quattro esili torrette, addossate all'esterno durante la ristrutturazione voluta da Carlo d'Angiò (in maniera simile a quanto avvenuto alle altre tre residenze citate).
L'ala frontale è quella nordoccidentale, più elevata delle altre. Qui si trova anche l'unico accesso al palazzo. Il portale in pietra è ottocentesco, ma attorno ad esso rimangono alcuni elementi in tufo che contornavano quello originario, a partire da un arco a sesto acuto che inquadrava una nicchia circolare, presumibilmente con decorazioni scultoree. Ai due lati del portone sporgono dal muro anche due capitelli inseriti su brevi tratti di semicolonna: potrebbero essere piedistalli di statue, che si integravano con la nicchia.
I due vani ai lati dell'androne dovevano essere di servizio e poco illuminati. Solo quello di sinistra conserva le aperture originali, ovvero due monofore frontali e, sul muro a sinistra della facciata, un oculo doppiamente strombato in tufo: quest'ultimo tipo di elementi, che ricorre per tutto il palazzo, sarebbe il più antico del genere in Campania. Non rimangono luci originali per il vano a destra.

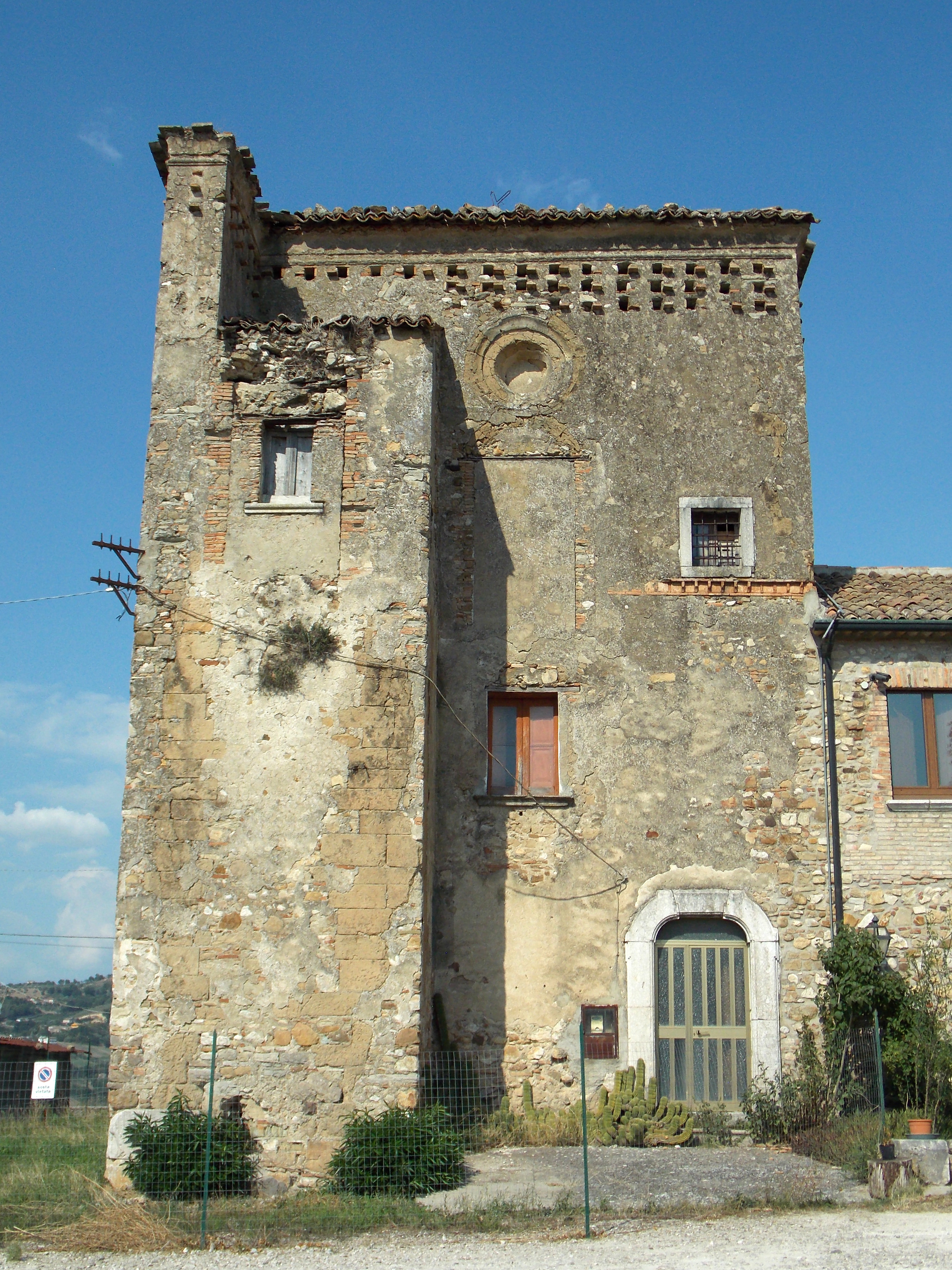
Il fianco destro del blocco frontale del palazzo, con aggiunta la torre di età angioina

Al piano superiore doveva esserci l'alloggio dell'imperatore, forse diviso in tre vani corrispondenti a quelli sottostanti. Se ne distinguono alcune finestre originali: quella centrale dei lati lunghi (che dovevano averne tre ciascuno, in origine) e quelle dei lati corti (anche se una di queste ultime è murata). Si tratta di finestre ad arco, con cornici modanate di tufo, in cattivo stato di conservazione. Immediatamente sotto la grondaia, in facciata, è una serie di oculi come quello sopra descritto, in vario stato di conservazione. Altri due sono sui muri laterali, in corrispondenza delle finestre; se ne distinguono anche sul lato prospiciente la corte interna.
Dal momento che le mura non sono molto spesse (da 0,90 a 1,20 m), i solai dovevano essere lignei, e forse sorretti ricorrendo ad archi di separazione. Non rimangono avanzi delle scale originali, interne o esterne.
Fra i segni più notevoli delle modifiche ottocentesche sul corpo frontale sono la sopraelevazione del lato destro per inserire una colombaia nel sottotetto, e la cornice decorativa in mattoni sotto le finestre del piano superiore.
Sono conservate peggio le altre ali del palazzo, le cui mura verso il cortile sono quasi del tutto scomparse o stravolte. Al loro interno erano gli alloggi della servitù, le scuderie, i magazzini. Le mura esterne conservano quattro ulteriori oculi sul fronte sudorientale; due monofore (tagliate a metà e tamponate) su quello nordorientale, che è stato stravolto anche dalla costruzione di ambienti di servizio in aderenza; una monofora e un oculo su quello sudoccidentale.
All'esterno delle mura della domus originaria sono addossate quattro strette torri a sezione rettangolare, con lati oscillanti fra i 2,3 m e i 3,7 m. Due sono poste ai lati del fronte principale, che viene così allungato; mentre le altre due, più basse, sporgono dalle due estremità del muro opposto. La loro costruzione è sicuramente posteriore a quella del palazzo e si può attribuire alla volontà di Carlo d'Angiò di dotare i palazzi federiciani di fortificazioni. Le torri sono state in parte stravolte (le meno alterate sono quella settentrionale e quella orientale), ma all'interno hanno strutture ben intonacate e coperte di volte a crociera che fanno pensare ad un uso come cisterne, anche se non è da escludere la presenza di ambienti abitabili sulla sommità di quelle frontali. Un camminamento doveva collegare le quattro torri a scopi difensivi.
L'assetto dell'ala abitativa sotto gli Spinelli si può desumere, in parte, dall'inventario redatto nel 1767 alla morte di Luigi Specioso Spinelli. Gli ambienti menzionati nell'inventario sono la cappella (del resto lo stesso Carlo d'Angiò doveva possedere una cappella in ogni suo castello o palazzo), la stanza da letto con il gabinetto, la scalinata e la cantina. L'inventario riporta un arredamento sovrabbondante, che faceva somigliare le stanze a dei magazzini.

## Il frammento di scultura romana

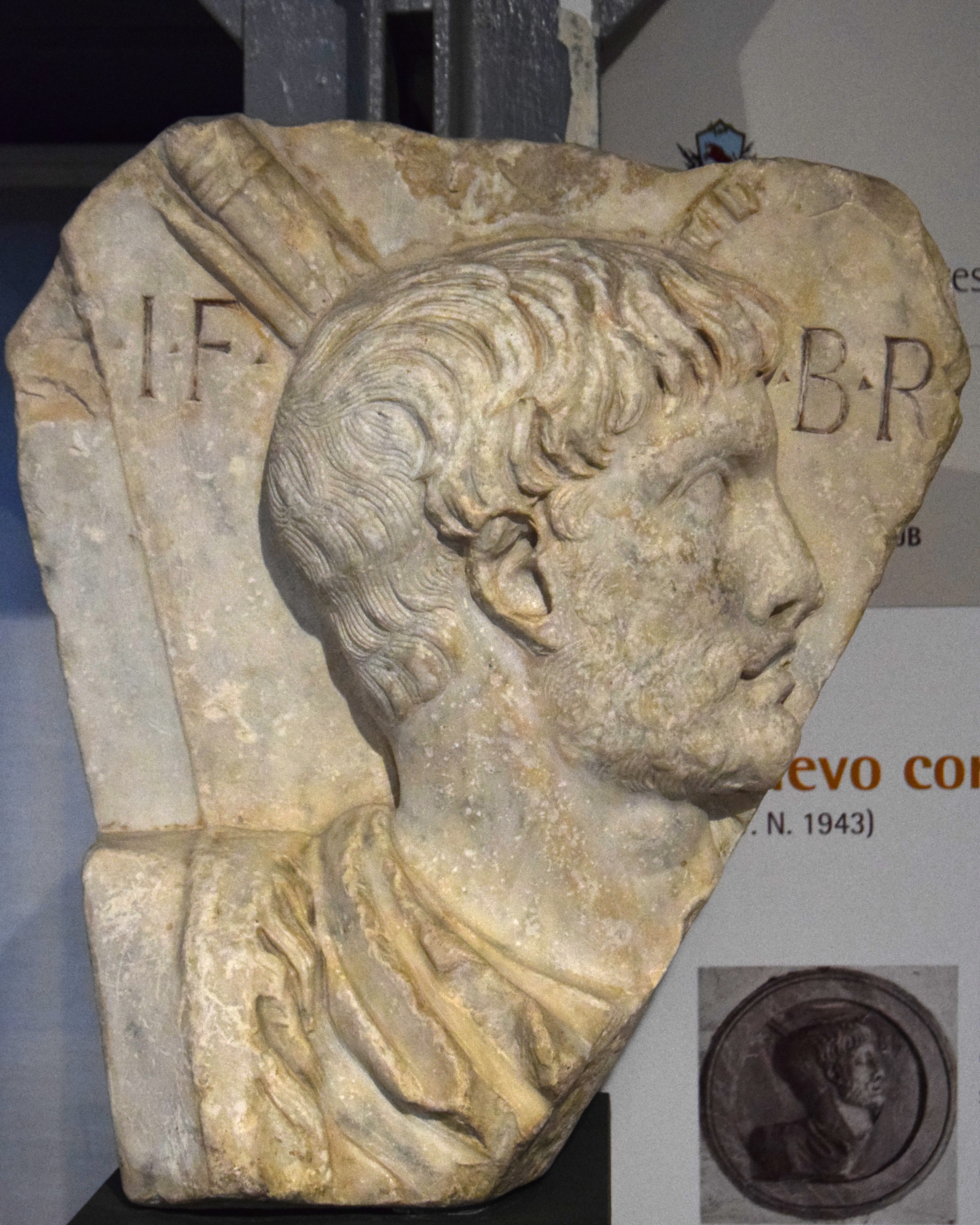
Il frammento di rilievo ricevuto dal Borgia

Stefano Borgia riportava di aver ricevuto in dono dall'arciprete Epifanio Bartoli di Apice un frammento di rilievo che egli aveva in casa, e che doveva provenire dal palazzo del Cubante. Il rilievo rappresenta un volto, che popolarmente si credeva essere quello di Federico: più precisamente, furono scolpite ai lati le lettere IFBR, abbreviazione "Imperatore Federico Barba Rossa", confermando la confusione che la tradizione aveva creato fra questi e Federico II.
Il frammento è stato poi spostato nel Museo del Sannio ed è stata avanzata l'ipotesi che sia parte del mezzo pannello mancante nell'arco di Traiano di Benevento: l'imperatore svevo, appassionato dell'arte classica, l'avrebbe raccolto per decorare il suo palazzo.